# Podmoky (Boêmia Central)
Podmoky é uma comuna checa localizada na região da Boêmia Central, distrito de Nymburk.